# Chleuh
« Tachelhit » redirige ici. Pour les autres significations, voir Tachelhit (homonymie).
Pour les articles homonymes, voir Chleuh (homonymie).
Le tachelhit, ou chleuh (endonyme en tifinagh : ⵜⴰⵛⵍⵃⵉⵜ, en alphabet latin : tacelḥit, prononcé : /tæʃlħijt/) est une langue berbère parlée par les Chleuhs au Maroc. Avec 8 à 10 millions de locuteurs,,, le tachelhit est la plus importante langue berbère du monde par le nombre de locuteurs et par l'ampleur de son extension.
Plus globalement, le tachelhit est considéré comme englobant tous les dialectes berbères de l'Atlas marocain à la différence du tarifit, qui englobe tous les dialectes berbères du Rif.
Le tachelhit est parlé au Maroc méridional sur une zone s'étendant des pentes nord du Haut Atlas Occidental aux pentes méridionales de l'Anti-Atlas, limitées à l'ouest par l'Océan Atlantique. La limite orientale de son aire de répartition est marquée par l'axe Demnate-Ouarzazate ; au-delà de cette limite commence l'aire du tamazight du Maroc central. Les locuteurs de cette langue dénomment le chleuh du Souss tasusit pour le distinguer de leur langue qu'ils appellent aussi tachelhit, mais les deux ne sont pas entièrement inter compréhensibles.
Depuis les années 1950, le tachelhit connait un processus d'homogénéisation et d'unification linguistique grâce aux moyens modernes de communication: radio, télévision, cassette, livre, théâtre, cinéma, etc. Les villes et les grands centres urbains du pays chleuh comme Agadir, Tiznit, Ouarzazate, Taroudant et Tata contribuent également à cette unification. Ces villes constituent en effet des lieux de rencontres et d'échanges linguistiques où se retrouvent des locuteurs originaires de régions et de milieux différents,. Les chanteurs et les producteurs (musique rrways) ont aussi contribué par sa diffusion à réduire l'impact de ces différences.
Le premier manuel d'apprentissage du chleuh a été rédigé par Léopold Justinard, surnommé le « capitaine chleuh », en 1914.

## Dénomination

### Étymologie
La première mention connue à ce jour du nom de la langue figure dans le livre de Luis del Mármol Carvajal en 1573, qui a écrit sur le continent africain : « [...] au Maroc et dans toutes les provinces de cet Empire, aussi bien que parmi les Numides et les Getules qui font vers l’occident, on parle la langue africaine pure, qu'on nomme Chilha et Tamazegt, noms fort anciens. ».
L'étymologie du nom Achelḥi ou Tachelḥit reste incertaine. Le premier à s'être intéressé à l'étymologie du nom est le philologue français William Mac Guckin de Slane (1801-1878) en 1856, pour qui le nom provient du mot Acluḥ (pluriel : Iclaḥ), qui signifie « tente de poil de chameau » : « […] dans les provinces méridionales de l’empire marocain, les Berbères s’appellent chelouh, mot dérivé du nom berbère "achlouh", au pluriel "ichlah", qui signifie tente de poil de chameau. Ils donnent au dialecte qu’ils parlent le nom de "chelha", mot provenant de la même racine que le précédent. »
En 1905, Auguste Mouliéras propose une hypothèse légèrement différente : « Le mot chlouh’ vient du terme braber achlouh’, pluriel : ichelh’en qui signifie « natte en jonc, en alfa ou en palmier nain, vieille et déchirée. »
Selon Van Den Boogert, ces hypothèses posent problème. En ce qui concerne la première, il existe bien un terme Acluḥ signifiant tente, utilisé uniquement dans l’aire taqbaylit en Algérie, même si le premier sens du mot Acluḥ est plutôt « étoffe grossière en laine », le sens de tente étant seulement son deuxième sens.

Pour l'écrivain Allemand Johann Wetzstein, l'origine du mot Cluḥ est arabe : 

« [...] Le nom schulûḥ signifie : « gueux, canailles de voleurs et de meurtriers ». [...] Ce mot désigne, dans la langue la plus ancienne, une longue branche d’arbre. Aujourd’hui encore, au Liban, une forte branche, tant sur l’arbre que coupée, se nomme schilḥ , pluriel schulûḥ . On transpose l’image sur des hommes rudes, grossiers, et à Damas on dit : « Levez-vous, vous êtes couchés là comme schulûḥ el-arab, des gourdins de bédouins. » Plus largement schilḥ signifie le voleur, tel qu’on le rencontre souvent dans les 1001 Nuits. »

 Cette théorie est reprise, quelques années plus tard, par son compatriote Hans Stumme. Toutefois, cette hypothèse ne s'appuie pas sur la linguistique de la région, car elle fait appel à l’arabe littéraire et à l’arabe dialectal du Proche-Orient pour un terme utilisé seulement en arabe marocain (dialectal).
Le troisième hypothèse est due à l'écrivain anglais Robert Cunninghame Graham en 1898 : « Shillah est le nom arabe des Berbères du Sud, c'est-à-dire de l'Atlas et du Sahara ; Shluoch, en arabe, signifie « chassé » et Shillah, les « gens chassés ». Les Shillah s'appellent eux-mêmes "Amazeight", c'est-à-dire "le peuple noble". Cette différence d'opinion quant à la nomenclature a été observée dans d'autres nations. [...] Les Arabes n'utilisent ni le mot « Tamazirght » ni le mot « Berbère », mais appellent les tribus berbères « Shillah », c'est-à-dire les « exclus » ; le verbe est « Shallaha » et le terme utilisé pour le discours Shluoch. »
Certains chercheurs et écrivains pensent que le nom est d'origine arabe et signifie voleurs, cependant, selon d'autres hypothèses, le nom est d'origine berbère. L'écrivain Mohammad Aqdim considère que le nom Chluḥ, en réalité, est le nom originel que se sont donné les peuples autochtones du Maroc, Masmouda dans le Haut Atlas, l'El Haouz à Marrakech, le Souss et l'Anti-Atlas. Dans la langue Tachelhit, le verbe yechallah signifie sédentariser ou résider, ce qui indique que le nom chloh signifie les sédentaires et les résidents ou la population stable. Il ajoute aussi qu'il n'y a aucun intérêt à recourir à la recherche du sens des mots « challah » et « chluh » dans d'autres langues que le tachelhit.
Selon Rachid Agrour, le mot est arabe et non berbère. Mais l'arabe littéraire est une langue figée depuis des siècles, contrairement à l'arabe vernaculaire (darija) qui est une langue vivante et en perpétuelle évolution. Or, en darija, la racine [clḥ] a comme unique usage celui lié au berbère, avec action du rhotacisme, permutation du /r/ vers le /l/. En darija, le verbe cerreḥ signifie inciser, disséquer. Pour les arabophones, donc, la chelha serait une langue arabe qui aurait été tailladée, mutilée et à tel point dégradée qu’elle en serait devenue méconnaissable, inintelligible.

### Ethnonyme
Le A- initial dans Aclḥiy est un préfixe nominal du Tachelhit. La terminaison -iy (empruntée au suffixe arabe -iyy) forme des noms et des adjectifs nominaux. Il existe également des variantes des formes Aclḥay et Taclḥayt, avec -ay au lieu de -iy sous l'influence de la consonne précédente ḥ. Le pluriel de Aclḥiy est Iclḥiyn ; un unique locuteur féminin est un Taclḥiyt (nom homonyme avec le nom de la langue), ce qui donne le pluriel Ticlḥiyin.
En arabe familier marocain, un locuteur masculin est appelé Šlḥ, pluriel Šluḥ, et la langue est Šəlḥa, une dérivation féminine calquée sur Tašlḥiyt. Les noms arabes marocains ont été empruntés en anglais comme Shilh, the Shluh et Shilha, et en français comme un Chleuh, les Chleuhs et Tachelhit ou, plus communément, le Chleuh.
Les noms désormais habituels Taclḥiyt et Iclḥiyn semblent avoir pris le dessus relativement récemment, car ils ne sont attestés que dans les textes manuscrits qui datent des XIXe et XXe siècles. Dans les textes plus anciens, la langue est encore appelée Tamaziɣt ou Tamazixt « Tamazight ». Par exemple, l'auteur Awzal (début du XVIIIe) parle de "nnaḍm n Tmazixt ann ifulkin" « une composition dans ce beau tamazight ».
Souss est la partie la plus peuplée de la zone linguistique, et le nom Tasusiyt (littéralement 'langue de Sous') est donc maintenant souvent utilisé comme pars pro toto pour toute la langue. Un locuteur de Tasusiyt est un Asusiy, pluriel Isusiyn, féminin Tasusiyt, pluriel Tisusiyin.

## Classification
Le chleuh appartient à la branche berbère de la famille des langues afroasiatiques. L'afroasiatique englobe un certain nombre de langues en Afrique du Nord et en Asie du Sud-Ouest, notamment les langues sémitiques, la langue égyptienne et les langues tchadiques et couchitiques. Comme la plupart des autres langues berbères, le chleuh a conservé un certain nombre de caractéristiques afroasiatiques répandues, notamment un système à deux genres, une typologie verbe-sujet-objet (VSO) et des consonnes emphatiques. Une morphologie templatique et un morphème causal /s/ (ce dernier également trouvé dans d'autres macro familles, comme les langues nigéro-congolaises). Au sein du berbère, le chleuh appartient, avec le tamazight du Maroc central voisin, à la branche des langues de l'Atlas du sous-groupe des langues berbères du Nord.

## Nombre de locuteurs

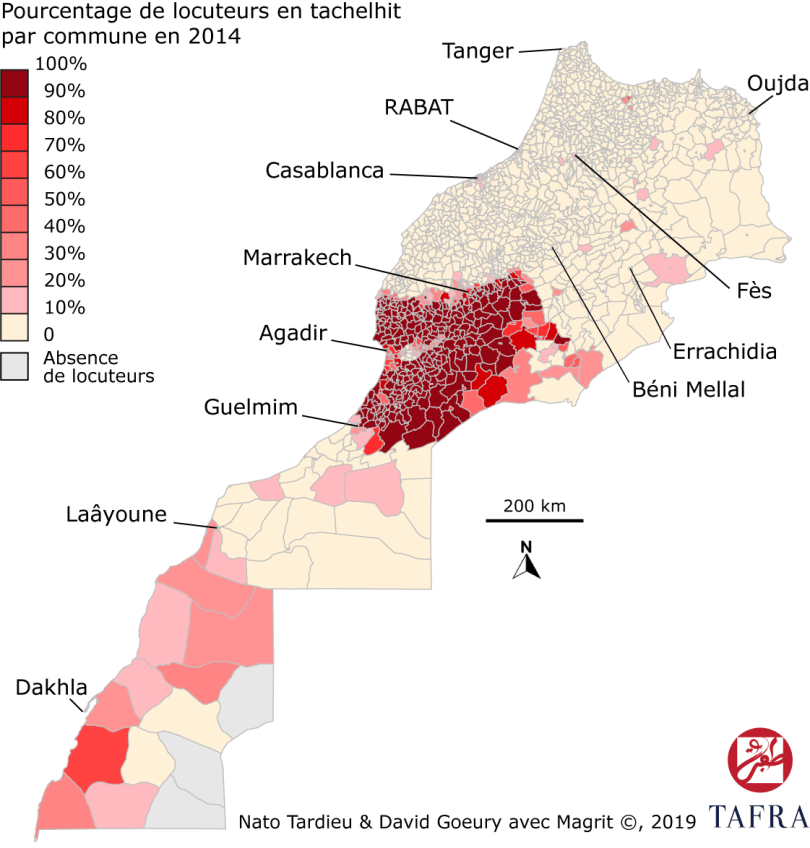
Pourcentage de locuteurs en tachelhit par commune en 2014 selon le recensement général de la population.

Le Souss, la région du sud-ouest du Maroc, est la zone centrale du tachelhit. Agadir, capitale de la région Souss-Massa, est la ville du Maroc qui compte le plus de locuteurs du tachelhit. Cependant le Maroc possède une grande communauté Chleuh dans la majorité des communes (1 512 des 1 538 communes du Maroc ont des habitants locuteurs du tachelhit). Cela est notamment dû au réseau de petits commerçants dans toutes ces villes et à l'exode rural pour recherche d'emploi.
On ne dispose pas de chiffres vérifiés sur le nombre de locuteurs en tachelhit. Néanmoins, les estimations de Harry Stroomer, directeur du département des études berbères à l'université de Leyde, indiquent qu'ils pourraient être, au Maroc et en dehors, 8 à 10 millions, en comptant les communautés parlant tachelhit émigrées en France, en Belgique, en Allemagne, en Italie, aux Pays-Bas, en Israël. Selon Harry Stroomer, le tachelhit, parmi toutes les langues berbères, est celle qui compte le plus grand nombre de locuteurs.
L'Institut national des langues et civilisations orientales (INALCO) estime le nombre de locuteurs du tachelhit à 8 millions de personnes soit env. 23 % de la population marocaine.
Ethnologue, dans ses 17e à 20e éditions (2014-2017) a cité les chiffres du recensement marocain de 2004, selon lesquels il y avait environ 4 millions de locuteurs de tachelhit, soit 14,6% de la population totale. Dans sa 21e édition (2018), Ethnologue cite un nombre d'environ 7 millions de locuteurs pour l'année 2016 (source non mentionnée), soit 20% de la population marocaine.
Au Maroc, en dehors du monde rural, les locuteurs en tachelhit sont rarement monolingues, mais plutôt bilingues, trilingues, voire quadrilingues (tachelhit, arabe marocain, en plus des langues apprises à l'école et au lycée — arabe standard, français et anglais).
En France, dans un rapport publié en 2013 par le Comité consultatif pour la promotion des langues régionales et de la pluralité linguistique interne, il apparaît que les variantes berbères (kabyle, chleuh, rifain, chaoui) sont considérées comme langues de France en tant que langues dites « non territoriales », avec 1,5 à 2 millions de locuteurs dont 0,5 million sont des locuteurs du chleuh.

### Recensement marocain
Les chiffres du recensement marocain de 1994 sur cette question n'ont pas été publiés, par contre nous disposons des chiffres du recensement marocain de 2004 et 2014, mais malgré cela, la proportion de berbérophones reste largement débattue.

#### Recensement de 2004
Le recensement de 2004 estime qu'un pourcentage de 14,6 % du totale de la population marocaine parle le chleuh, ce qui fait d'elle la langue berbère la plus parlée au Maroc devant le tamazight central qui est parlée par 8,8 % de la population et le rifain qui est parlée par 4,8% de la population.
| Région                     | Nombre d'habitants | Nombre de locuteurs | Pourcentage |
| -------------------------- | ------------------ | ------------------- | ----------- |
| Souss-Massa-Draa           | 3 094 985          | 1 717 139           | 61,9 %      |
| Guelmim-Smara              | 425 211            | 182 695             | 47,8 %      |
| Marrakech-Tansift-Al Haouz | 3 088 338          | 969 561             | 35,1 %      |
| Tadla-Azilal               | 1 448 155          | 199 092             | 15,3 %      |

#### Recensement de 2014

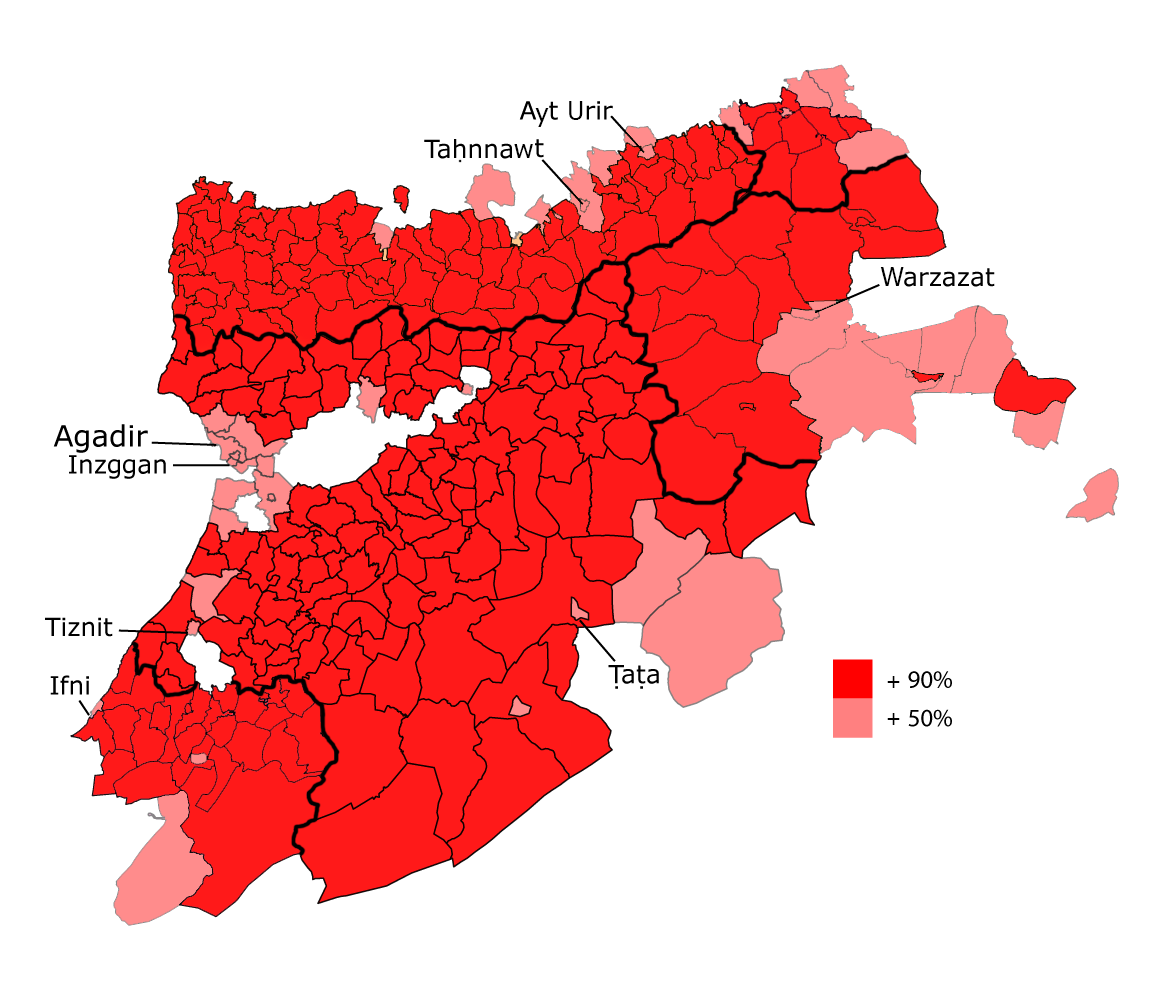
Pourcentage de personnes utilisant le chleuh comme langue locale dans le Pays chleuh (2014)
>90%
>50%

En ce qui concerne le recensement de 2014, ce dernier montre une baisse de 0,5 % du pourcentage du total de la population marocaine parlant le chleuh par rapport au recensement de 2004. Le tachelhit avec 4,7 millions de locuteurs soit 14,1 % de la population du Maroc reste la langue amazighe la plus parlée du Royaume, devant le tamazight central (7,9 % de la population) et le rifain (4,0 % de la population). Ses locuteurs représentent plus de la moitié des 8,8 millions d’amazighophones et sont présents dans 1512 des 1538 communes que compte le royaume.
En dehors du pays chleuh, la seul région ayant un taux de locuteurs tachelhit supérieur à la moyenne nationale est la région de Dakhla-Oued Ed-Dahab avec un pourcentage de 17,9 % de la population soit 25 198. Les grandes villes du Maroc telles que Casablanca et Rabat ont aussi un nombre important de locuteurs du tachelhit avec 10% de la population casablancaise soit plus de 334 000 personnes, et 9,2 % de la population rabataise soit plus de 52 000 personnes.
| Région               | Nombre d'habitants | Nombre de locuteurs | Pourcentage |
| -------------------- | ------------------ | ------------------- | ----------- |
| Souss-Massa          | 2 657 906          | 1 751 560           | 65,9 %      |
| Guelmim-Oued Noun    | 414 489            | 215 534             | 52,0 %      |
| Marrakech-Asfi       | 4 504 767          | 1 184 753           | 26,3 %      |
| Draa-Tafilalet       | 1 627 269          | 357 999             | 22,0 %      |
| Beni Mellal-Khenifra | 2 512 375          | 266 311             | 10,6 %      |

##### Réactions au recensement
Les militants et les ONG berbères ont sévèrement critiqué le recensement et ses résultats,. Jawad Ghassal, membre de l'Association marocaine des Amazighs, a critiqué la déclaration du Haut-commissariat au plan à cet égard et a déclaré : « Ce sont des chiffres erronés, et il ne fait aucun doute que la méthodologie adoptée par le délégué était erronée dès le départ. » Il a expliqué que les formulaires distribués comprenaient une seule question indirecte sur la langue parlée par l'interrogateur. La question est posée sur la langue parlée, et lorsque l'interviewé répond que la langue parlée est l'arabe, la réponse est une confirmation qu'il ne parle pas l'amazigh, ce qui rend ces chiffres inexacts.
Ahmed Assid, responsable de l'Observatoire amazigh des droits et des libertés, a déclaré que le Haut-commissariat au plan ne respectait pas les normes généralement acceptées et a déclaré : « Contrairement aux standards internationaux, le recensement de 2014 n’a utilisé qu’un échantillon de 2 % de la population au lieu de 10 % prévu par les normes internationales. », selon lui : « Certains ont rempli les formulaires en utilisant un crayon et d’autres les ont remplis, à partir de leur imagination, sans se rendre sur le terrain. ». Meriem Demnati, membre de l’Observatoire amazigh pour les droits et libertés, annonce : « Nous avons trouvé plusieurs familles qui n’ont pas été interrogées sur l’amazighe, les chercheurs se contentent de l’arabe et du français. ».
Des militants de l'Assemblée mondiale des Amazighs et du Congrès Mondial Amazigh ont donc appelé à boycotter le recensement, qui ne respecte pas les recommandations onusiennes concernant l’usage de la langue maternelle. La méthodologie du recensement démolinguistique a ensuite été critiquée et les résultats rejetés par les berbéristes à la suite de leur publication, jugeant le pourcentage de « 27 % » comme extrêmement bas par rapport à la réalité.
Ahmed Lahlimi Alami, directeur du Haut-commissariat au plan, a pour sa part rejeté les critiques du recensement et a insisté sur la crédibilité des résultats présentés.

## Dialectes
La différenciation des dialectes du chleuh, telle qu'elle est, n'a fait l'objet d'aucune recherche ciblée, mais plusieurs chercheurs ont noté que toutes les variétés du chleuh sont mutuellement intelligibles. Le premier était Stumme, qui a observé que tous les locuteurs peuvent se comprendre « parce que les dialectes individuels de leur langue ne sont pas très différents ». Cela a été confirmé plus tard par Ahmed Boukous, linguiste marocain et lui-même locuteur natif du chleuh, qui a déclaré : « Le tachelhit est doté d'une unité profonde qui permet les chleuhs de communiquer sans problème, du Ihahan au nord-ouest aux Aït Baamrane au le sud-ouest, de l'Achtouken à l'ouest à l'Iznagen à l'est, et d'Aqqa dans le désert à Tassaout dans la plaine de Marrakech ».
Il n'existe pas de frontière bien définie entre les dialectes chleuh et les dialectes du tamazight du Maroc central. La ligne de partage est généralement placée quelque part le long de la ligne Demnate-Zagora, avec la parole des ethnies Ighoujdamen, Iglioua et Aït Ouaouzguite appartenant au chleuh, et celle des ethnies voisines Inoultan, Infedouak et Imeghran comptées comme des dialectes du tamazight du Maroc central.

## Écriture
Le chleuh a été écrit avec plusieurs alphabets différents. Historiquement, l'écriture arabe a été dominante. L'utilisation de l'écriture latine est apparue à la fin du xixe siècle. Plus récemment, il y a eu une initiative pour écrire le chleuh en tifinagh.

### Écriture arabe
Pour un article plus général, voir Alphabet arabe berbère.

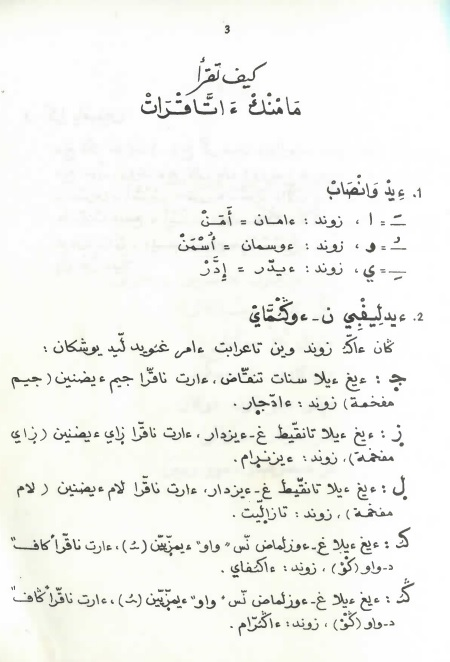
Règles d'écriture du chleuh en alphabet arabe du livre Timitar (1988) de Ali Azaykou.

Les textes manuscrits traditionnels chleuh sont écrits dans une orthographe conventionnelle en écriture arabe maghrébine. Cette orthographe est restée pratiquement inchangée depuis au moins la fin du XVIe siècle et est encore utilisée aujourd'hui dans les cercles d'érudits islamiques traditionnels (ṭṭlba). Les principales caractéristiques de l'orthographe traditionnelle sont l'utilisation de deux lettres supplémentaires (kāf avec trois points pour g et ṣād avec trois points pour ẓ) et une vocalisation complète (voyelles écrites avec fatḥah, kasrah et ḍammah). Les éléments clitiques sont écrits liés à un nom ou à une forme verbale (orthographe conjonctive).
Depuis les années 1970, de nombreux livres en chleuh ont été publiés au Maroc et écrits dans une orthographe pratique, nouvellement conçue en écriture arabe, Parmi ces livres on retrouve les œuvres des poètes chleuhs tel que Ali Azaykou, et le célèbre Sidi Hammou Talb, surnommé Bab n umarg, on retrouve aussi la traduction du Coran en langue chleuhe par Jihadi Hussein Al-Bamarani,. Les principales caractéristiques de cette orthographe sont la représentation des voyelles a, i, u par les lettres alif, yāʼ, wāw, et la non utilisation de signes de vocalisation autres que chaddah (pour indiquer la labialisation des consonnes vélaires et uvulaires). La consonne g s'écrit avec گ, et ẓ s'écrit soit avec زٜ (zāy avec un point en dessous) soit ne se distingue pas de z. Les séparations de mots sont principalement disjonctives.

### Écriture latine
Pour un article plus général, voir Alphabet berbère latin.

### Tifinagh
Pour un article plus général, voir Tifinagh.

## Littérature

### Littérature écrite

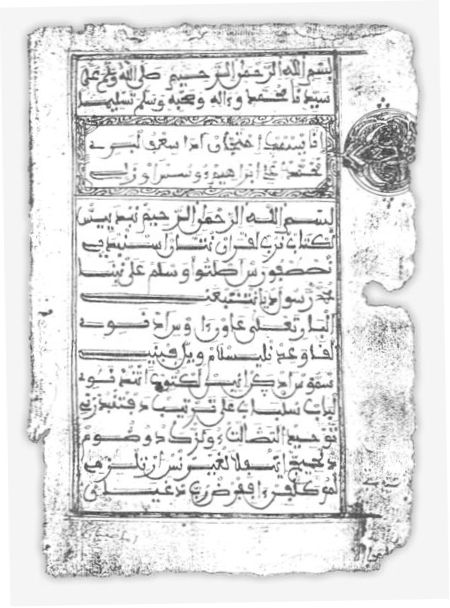
Première page du manuscrit de Al-Ḥawḍ

Le tachelhit est l'une des rares langues africaines vivantes, avec une tradition littéraire remontant à l'époque précoloniale, Il s'agit, pour l'essentiel, de poésies et légendes d'inspiration religieuse – hagiographie ou édification. De nombreux manuscrits sont écrits en écriture arabe, dont certains remontent à des siècles. Le texte datable le plus ancien est un dictionnaire arabo-chleuh connu sous le nom de Kitāb Al-asmā’ (le livre des noms) d'Abu Abdullah Muhammad ibn Ja'far al-Qaysi datant du XIIe siècle.
Pendant au moins quatre siècles, le tachelhit a été écrit par les lettrés locaux dans une variante maghrébine de l'alphabet arabe. Les poèmes religieux les plus anciens dont on possède le texte complet remontent à la fin du XVIe siècle (le poème Amaziɣ de Brahim Ou Ali Aẓnag, composé entre 1579 et 1596). L'auteur le plus prolifique de cette tradition est Muhammad Awzal qui a vécu au XVIIIe siècle (1680-1749),. Le plus long texte existant en tachelhit est néanmoins un commentaire sur Al-Ḥawḍ, la principale œuvre littéraire d'Awzal, commentaire intitulé Le Pâturage (Al-Mandjaʽ) écrit par Lahsen Ou Mbark Outmouddizt Abaaqil en tachelhit (1844-1899).
Des collections importantes de manuscrits en tachelhit sont réunies à Aix-en-Provence (fonds Arsène Roux) et à Leyde. Pratiquement tous les manuscrits ont un caractère religieux, et leur objectif principal était de fournir des connaissances religieuses au grand public, dont la majorité ne parlait pas l'arabe (bien sûr, les érudits instruits agissent en tant qu'enseignants). De nombreux textes sont écrits sous une forme dialectique pour faciliter la mémorisation et la récitation. Il existe également des récits tels que l'histoire du prophète Joseph (Lqist n Yusuf) et l'histoire des conquêtes au Souss, des poèmes sur les plaisirs de boire du thé et des recueils de prescriptions en prose.
La langue écrite diffère par quelques aspects du tachelhit parlé. Les textes manuscrits, par exemple, contiennent habituellement un mélange de variantes dialectales non présentes dans un simple dialecte. La langue des manuscrits comporte également davantage de mots arabes que la forme parlée, phénomène nommé arabisme poétique par Paulette Galand-Pernet. D'autres caractéristiques de la langue écrite incluent l'utilisation d'une forme plurielle au lieu du singulier.
La littérature chleuhe moderne a commencé dans les années 1970. Les premiers romans modernes chleuhs ont vu le jour en 2002, Imula n tmktit par El Khatir Aboulkacem Afulay, et Tawargit d imik par Mohamed Akounad,. En 2020, 17 romans ont été publiés, un record en termes de production de romans en chleuh.

### Littérature orale
Le tachelhit, comme d'autres langues berbères, possède un corpus important de littérature orale dans une grande variété de genres,. Les fables et les histoires d'animaux, contées par les femmes, tournent souvent autour du personnage du chacal (uccn) ; parmi les autres genres, on compte les légendes (p.ex. Ḥmad Unamir), les histoires d'imam ou de taleb, les énigmes. Il existe également une tradition littéraire distincte qu'on peut faire remonter au XVIe siècle, dont l'existence est moins bien connue.
Dans une culture orale, la frontière entre « poésie » et « chanson » est extrêmement floue. En fait, tout type de poème n'existe que dans l'acte de récitation et n'est pas fixé sur une feuille de papier muette. Un bon jeu demande une maîtrise du rythme, du ton de la voix, des pauses et de la sonorité, qui n'est pas sans rappeler ce qu'il faut pour bien chanter. Dans la littérature orale tachelhit, on distingues deux genres littéraires: nnḍm "forme versifiées" et amjrrd "forme narratives en prose". Ce dernier comprend les comprend les contes umiyn, les proverbes iwaliwn ddrnin et les devinettes. La poésie amarg fait partie du genre nnḍm.
La poésie peut être de différents types. Aux amarg n rrways, poésie des chanteurs itinérants (et des chanteurs : tirraysini), s'ajoutent : amarg n uḥwach, poésie destinée à être chantée dans les cérémonies de danse ; urar "chanson" (généralement); tizrarin, chants féminins pour la danse ou pour accompagner les tâches ménagères ; tanggift, , chansons de mariage; tamawacht, tenzone poétique, tanḍḍamt, "poésie gnomique", taqsit "poème long" (souvent d'inspiration religieuse), etc.
Un recueil de poésie et chants féminins de Mririda n'Aït Attik, collecté par René Euloge dans les années 1930, a été publié uniquement sous sa traduction en français sous le titre des Chants de la Tassaout. Il a connu une certaine renommée internationale.

## Histoire

### Moyen Âge
Au Moyen Âge, les Masmoudas parlent une forme ancienne du tachelhit, nommé Lisan Al Gharbi ou « berbère masmouda » (en berbère : tamesmudt) en français, aisément compréhensible par les locuteurs du tachelhit moderne. Cette langue est alors la lingua franca du Maghreb Al-Aqsa (actuel Maroc), à l'époque des Almohades. Elle disposait d'un vocabulaire pointu et avancé, ayant permis la publication de livres de géographie, de botanique ou encore de dictionnaires scientifiques, . Au Maghreb, elle est alors la langue la plus parlée et des savants tels qu'Abu al-Abbas al-Azafi la qualifient de « langue de l'Occident », puisque les Almohades ont vraisemblablement imposé le tamesmudt à l'ensemble du Maghreb Al-Aqsa et possiblement au-delà.
En effet, les califes ont tenté d'unifier linguistiquement le Maghreb en uniformisant les dialectes berbères autour du tachelhit,. Le dictionnaire arabo-berbère Kitāb Al-asmā’ de Ibn Tunart, dont  l'essentiel du lexique provient du tachelhit , en est la preuve.

### Temps modernes
Le tachelhit ayant bénéficié d’une transcription importante, contrairement aux autres dialectes berbères, l'écriture ne fut pas épisodique. Elle faisait l’objet d’un véritable enseignement dispensé par les talebs, dans les zaouias et médersas. On écrit le tachelhit moderne depuis le XVIIe siècle au moins, notamment pour la rédaction de recueils de poèmes, d'ouvrages de jurisprudence islamique, et d’ouvrages scientifiques.

## Statut

### Statut officiel

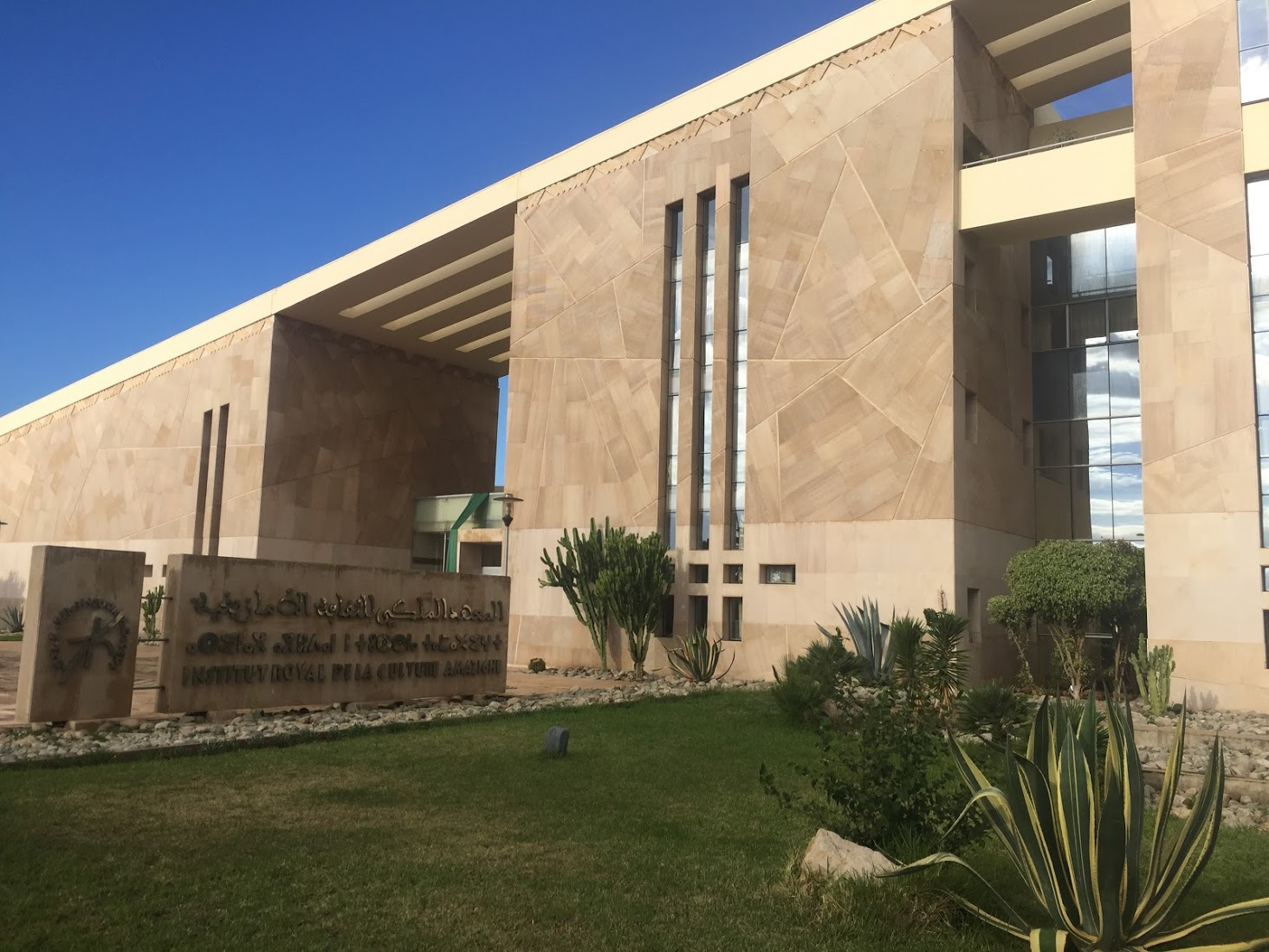
L'IRCAM (Institut Royal de la Culture Amazighe) à Rabat

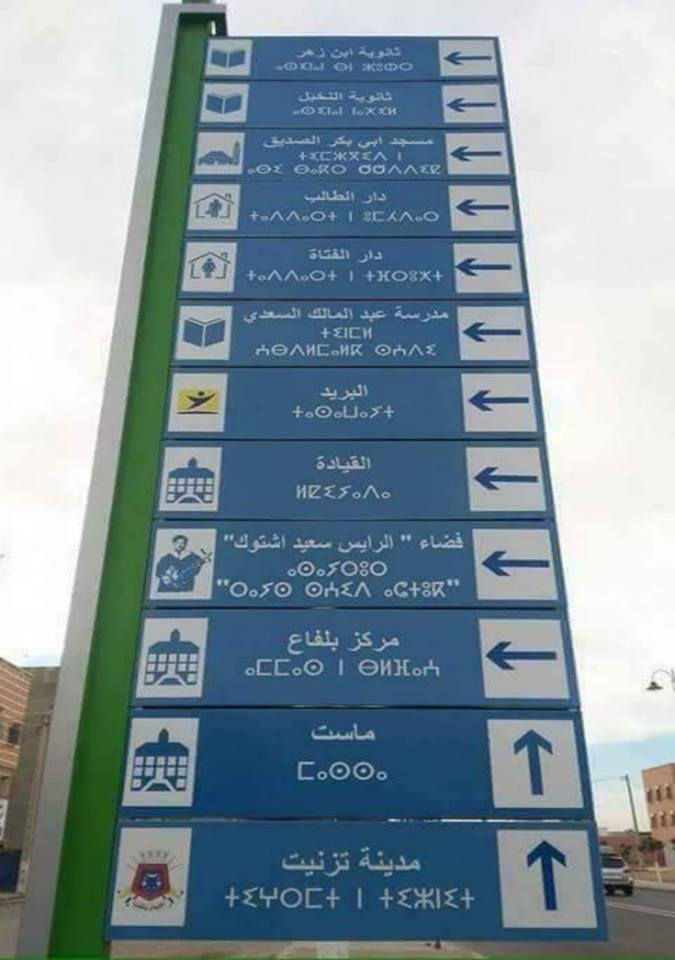
Panneaux de signalisation bilingues arabe-berbère à Belfaa.

Depuis le référendum constitutionnel marocain de 2011, l'amazighe standard marocain est officiel au Maroc aux côtés de l'arabe. En 1994, le roi Hassan II a déclaré qu'un dialecte national berbère acquerrait un statut formel; les émissions de télévision sont résumées en chleuh, ainsi qu'en tamazight central et en rifain, trois fois par jour ; et du matériel pédagogique pour les écoles est en cours d'élaboration,,. Le 17 octobre 2001, le roi Mohammed VI a scellé le décret (Dahir 1-01-299) créant et organisant l'Institut royal de la culture amazighe (IRCAM),. Le conseil d'administration de l'Ircam est composé d'experts, d'artistes et de militants amazighs, tous nommés par le roi. L'institut, situé à Rabat, a joué un rôle important dans l'établissement de l'écriture tifinagh au Maroc. Il existe de nombreux partis politiques et associations culturelles au Maroc qui plaident pour l'avancement du berbère, appelant à ce qu'il soit reconnu comme langue officielle, utilisé plus largement dans les médias et enseigné davantage dans les écoles.

## Phonologie

### Tension et intonation
La tension et l'intonation en tachelhit sont le sujet d'une monographie par Roettger (2017), où ont été utilisées des mesures instrumentales. Il a établi le fait que tachelhit ne connaît pas de tension lexicale (Roettger 2017:59), contrairement à ce qu'avaient indiqué Stumme (1899:14) et Galand (1988, 2.16).

### Voyelles
Le tachelhit possède trois voyelles phonémiques, la longueur n'étant pas un trait distinctif. Les voyelles montrent une gamme assez large d'allophones. La voyelle /a/ est le plus souvent réalisée comme [a] ou [æ], et /u/ se prononce sans arrondi notable sauf lorsqu'elle est adjacente à w. La présence d'une consonne pharyngée invite à une réalisation plus centralisée de la voyelle, comme dans kraḍ [krɐdˤ] 'trois', kkuẓ [kkɤzˤ] 'quatre', sḍis [sdˤɪs] 'six' (comparer yan [jæn] 'un', sin [sin] 'deux', semmus [smmʊs] 'cinq').
|         | Antérieure | Centrale | Postérieure |
| ------- | ---------- | -------- | ----------- |
| Fermée  | i          |          | u           |
| Ouverte |            | a        |             |

Des voyelles phonémiques supplémentaires apparaissent sporadiquement dans les emprunts récents, par exemple /o/ comme dans rristora 'restaurant' (du français).

### Consonnes
Le tachelhit possède trente-trois consonnes phonémiques.
Caractéristiques phonétiques :
- système consonantique caractérisé par trois éléments essentiels : tension ou gémination, emphase et labialisation ;
- suites de consonnes particulièrement longues (ex. ⵜⵙⴳⵍⵍⴱⵜⵙⵜⵜ [tsg(ə)ll(ə)btstt] « tu l'as retournée »).

Gémination : Chaque consonne du tachelhit s'oppose à sa correspondante géminée, notée en alphabet phonétique international  avec le redoublement de lettre. Comparée à la consonne simple, la géminée est produite avec une durée plus longue (parfois jusqu'à trois fois plus longue) et une tension accrue. La gémination permet de créer des paires minimales (ex. ⵎ /m/ dans ⵉⵎⵉ imi « bouche » s'oppose à ⵎⵎ /mm/ dans ⵉⵎⵎⵉ immi « mère ou grand-mère »). Une particularité de la gémination en tachelhit est qu'elle oppose les consonnes entre elles aussi bien à l'intérieur d'un mot qu'à l'initiale et à la fin (ex. ⴽⵙ [ks] « fait paître » contre ⴽⴽⵙ [kks] « enlève », ⵉⴼⵉⵙ [ifis] « hyène » contre ⵉⴼⵉⵙⵙ [ifiss] « il s'est tu »). Encore plus rare, des mots peuvent être constitués uniquement d'une consonne géminée (ex. ⵛⵛ [ʃʃ] « mange », ⴳⴳⵯ [ggʷ] « lave » (ou « w » indique la labialisation), ⴽⴽ [kk] « prend (un chemin) ».
Emphase : Cette corrélation, appelée aussi dorsopharyngalisation, oppose essentiellement les consonnes dentales à leurs correspondantes dorsopharyngalisées (produites avec élévation et rétraction du corps de la langue, et constriction au niveau de la cavité pharyngale). Elle permet d'opposer des paires minimales de type [ddrn] « ils ont vécu » contre [DDrn] « ils sont tombés ». À noter que phonétiquement le mot contenant une consonne emphatique est entièrement emphatisé, de sorte que les autres consonnes et voyelles du mot deviennent elles aussi dorsopharyngalisées. L'importance de cette corrélation au sein du système phonologique du tachelhit est souvent illustrée par les locuteurs en tachelhit à l'aide de la paire minimale suivante ⵉⵊⵊⴰ [iʒʒa] 'il sent bon' contre [iʒʒʕa] 'il sent mauvais'. À noter par ailleurs que cette paire de mots est la seule qui atteste de l'opposition entre ces deux fricatives alvéopalatales.
Labialisation : Elle affecte les consonnes vélaires et uvulaires. Ces consonnes sont produites avec une articulation secondaire impliquant la protrusion et l'arrondissement des lèvres. Elle permet d'opposer des mots de type [ɣi] « ici » contre [ɣʷi] « attrape ».
Syllabe : Le tachelhit a des syllabes de type V, CV, VC, et CVC (ex. ⴰⵎⴰⵏ /a.man/ « eau », ⵉⴼⵔⵉ /if.ri/ « grotte », où le « . » indique la frontière de syllabe). En plus de ces types syllabiques très communs dans les langues du monde, la structure syllabique du tachelhit présente un phénomène assez rare et qui a fait l'objet de plusieurs recherches parmi les phonologues et les phonéticiens,,. Il s'agit du fait que n'importe quelle consonne peut être noyau de syllabe, même une consonne occlusive sourde (ex. ⵜⴽⵜⵉ /tk.ti/ « elle se rappelle », où la première syllabe contient uniquement des occlusives sourdes). La raison découle d'une autre caractéristique de tachelhit : des mots voire des phrases entières peuvent ne contenir aucune voyelle (ex. ⴽⵛⵎⵖ [kʃ(ə)mɣ] ou [k(ə)ʃm(ə)ɣ] « je suis rentré » ; ⵜⴽⴽⵙⵜ ⵜⵏⵜ, ⵜⵙⵔⵙⵜ ⵜⵏⵜ [tkk(ə)stt(ə)nt ts(ə)rstt(ə)nt] « tu les a enlevées et tu les a posées »).

## Grammaire

### Noms
Sur la base de leur morphologie, on distingue en tachelhit trois types de noms, deux types autochtones et un type d'origine externe :
- les noms fléchis ;
- les noms non fléchis ;
- les emprunts non incorporés.

Les catégories morpho-syntaxiques pertinentes sont le genre, le nombre et l’état.

### Prépositions
Les prépositions peuvent avoir jusqu'à trois formes différentes, en fonction du contexte dans lequel elles sont utilisées :
- avant un nom ou un pronom démonstratif ;
- avec un suffixe pronominal ;
- indépendant dans la proposition relative.

La forme avant les noms et les pronoms démonstratifs et la forme indépendante sont identiques pour la plupart des prépositions, à l'exception de la préposition dative i (ⵉ) (indépendant mi, mu).
| Avant le nom ou démonstratif pronom                   | Indépendant                       | Avec suffixe pronominal        | Équivalents de traduction                |
| ar                                                    | —                                 | —                              | 'jusqu'à'                                |
| d                                                     | d                                 | id-, did-                      | comitatif : 'avec, en compagnie de ; et' |
| dar                                                   | dar                               | dar-                           | 'chez'                                   |
| ddu                                                   | ...                               | ddaw-, ddawa-                  | 'en dessous, sous'                       |
| f                                                     | f                                 | flla-                          | 'au; en raison de'                       |
| gr                                                    | ...                               | gra-                           | 'entre'                                  |
| (i)ngr                                                | ...                               | (i)ngra-                       | 'parmi'                                  |
| ɣ (variantes régionales: x, ḥ, g)                     | ɣ (variantes régionales: x, ḥ, g) | gi(g)-                         | locatif : 'dans, à'                      |
| i                                                     | mi, mu                            | (clitiques d'objets indirects) | datif : 'pour'                           |
| n                                                     | —                                 | (compléments possessifs)       | possessif: 'de'                          |
| nnig                                                  | ...                               | nniga-                         | 'au-dessus'                              |
| s                                                     | s                                 | is-                            | instrumental: 'avec, au moyen de'        |
| s                                                     | s                                 | sr-                            | allative: 'à, vers'                      |
| zɣ                                                    | zɣ                                | zgi(g)-                        | ablative: 'de, from'                     |
| — inexistant ... non attesté, probablement inexistant |                                   |                                |                                          |

La plupart des prépositions exigent qu'un nom fléchi suivant soit dans l'état annexé. Les exceptions sont ar 'jusqu'à', s 'vers' (dans certains dialectes modernes et dans les textes prémodernes) et les prépositions empruntées à l'arabe (pas dans le tableau) telles que bɛd 'après' et qbl 'avant'.
Les prépositions instrumentales et allatives s 'au moyen de' (avec EA) et s 'vers' (avec EL) étaient encore systématiquement séparées dans les textes manuscrits prémodernes. Dans la plupart des dialectes modernes, ils ont été fusionnés, les deux nécessitant maintenant l'EA, et avec les formes pré-pronominales apparaissant chacune avec les deux sens : sr-s "vers lui" (maintenant aussi "avec lui"), is-s "avec il » (maintenant aussi « vers lui »).

L'utilisation des différentes formes est illustrée ici avec la préposition ɣ 'dans, à' :
iḍr unẓar izwarn ɣ ukccum n ktubr — 'la première pluie est tombée au début d'octobre' (avec un nom)
ggawrn gisnt ar ssan lqhwa — 'ils s'assoient dedans [c'est-à-dire des cafés] en buvant du café' (avec un suffixe pronominal)
urti ɣ llan addagn lli stɣllanin ar ittyiswa — 'un jardin dans lequel il y a des arbres fruitiers est généralement irrigué' (indépendant)
Deux prépositions peuvent être combinées :
illa iglgiz lli ittzdaɣn ɣ ddu tsbnit — 'il y a un [type de] coléoptère qui vit sous la bouse' (ɣ ddu, lit. 'dans sous')
ar ttddan s dar uḥjjam ɣ Tfrawt — 'ils vont toujours chez un barbier à Tafraout' (s dar, lit. 'à chez')
Les relations spatiales sont également exprimées avec des phrases du type "au-dessus de":
ɣ iggi n umdduz 'au sommet du tas de fumier' 
ɣ tama n uɣaras 'au bord de la route' 
ɣ tuẓẓumt n wasif 'au milieu de la rivière'
La préposition gi(g)- 'dans, à' avec des suffixes pronominaux, avec toutes ses variantes libres et dialectales est présenté ci-dessous. Les autres prépositions présentent beaucoup moins de variété.
|         | gig-    | gi-     | avec -t- | Formations irrégulières |
| 1 sg.   | gig-i   | gi-Ø    | gi-t-i   |                         |
| 2 sg.m. | gig-k   | gi-k    |          |                         |
| 2 sg.f. | gig-m   | gi-m    |          |                         |
| 3 sg.   |         | gi-s    |          | giz, gid, git           |
| 1 pl.   | gig-nɣ  | gi-(n)ɣ | gi-t-nɣ  |                         |
| 2 pl.m. | gig-un  | gi-wn   | gi-t-un  |                         |
| 2 pl.f. | gig-unt | gi-wnt  | gi-t-unt |                         |
| 3 pl.m. |         | gi-sn   | gi-t-sn  | gizn, gidsn             |
| 3 pl.f. |         | gi-snt  | gi-t-snt | giznt, gidsnt           |

### Verbes
Une forme verbale en tachelhit est fondamentalement une combinaison d'un affixe personne-nombre-genre (PNG) et d'un thème mode-aspect-négation (MAN).

## Lexique
Le tachelhit retient un important lexique d'origine (non emprunté), complété par des emprunts de langues avec lesquelles elle a été en contact.
Le flux continu des idiomes étrangers (phénicien puis punique et arabe) et les contacts prolongés entre les peuples et les civilisations ont provoqué des brassages linguistiques. Cette langue présente quelques variations d'une région à l'autre, sans remettre en cause l'intercompréhension. De même pour la structure grammaticale et le vocabulaire, proche des autres dialectes berbères. Comme les autres langues berbères, le tachelhit a absorbé un grand nombre de mots arabes, particulièrement dans le domaine religieux. Pourtant, le tachelhit constitue la langue berbère du groupe nord la moins influencée : le taux d'emprunt à l'arabe, établi à partir d'une liste diagnostic, est de l'ordre de 25 %, bien inférieur à celui des langues méditerranéennes comme le kabyle qui atteint les 38 % (Chaker 1984). Le tachelhit est également l'une des rares langues berbères à avoir conservé l'ancienne numération berbère, bien que dans les zones de contacts intenses (notamment urbaines), la numération arabe ait tendance à se répandre. Les noms empruntés à l'arabe sont de deux types :
- des noms berbérisés avec apparition de la voyelle initiale ;
- des noms ayant maintenu leur forme arabe accompagnés de l'article arabe « l » lunaire ou solaire.

Voici quelques exemples de noms berbérisés empruntés à l'arabe :
| Tachelhit | Arabe  | Français |
| --------- | ------ | -------- |
| aferran   | ferran | four     |
| axemmas   | xemmas | métayer  |
| agezzar   | gezzar | boucher  |
| acettab   | cettab | balayeur |

Voici quelques exemples d'emprunt au latin :
| Tachelhit | Français       | Latin         |
| --------- | -------------- | ------------- |
| abaw      | fève           | faba          |
| afullus   | coq            | pullus        |
| asnus     | ânon           | asinus        |
| alili     | laurier rose   | lilium        |
| iger      | champ cultivé  | ager          |
| urti      | jardin, verger | hortum, horti |
| taɣawsa   | chose          | causa         |